# Marloes Keetels
Marloes Keetels (ur. 4 maja 1993) – holenderska hokeistka na trawie. Srebrna medalistka olimpijska z Rio de Janeiro.
Występuje w pomocy. W reprezentacji Holandii debiutowała w 2013. Zawody w 2016 były jej pierwszymi igrzyskami olimpijskimi, Holandia po rzutach karnych przegrała w finale z Wielką Brytanią. Z kadrą brała udział m.in. w mistrzostwach świata w 2014 (złoto) i 2018 (złoto) oraz turniejach Champions Trophy i w mistrzostwach Europy (złoto w 2017, srebro w 2015). Łącznie w kadrze rozegrała 132 spotkania i zdobyła 16 goli.